# Darius Bazley
Darius Denayr Bazley (Boston, 12 giugno 2000) è un cestista statunitense, di ruolo ala grande o centro.

## Carriera
Dopo essersi dichiarato eleggibile per il Draft NBA 2019, viene selezionato come 23ª scelta assoluta dagli Utah Jazz ma è girato subito dopo agli Oklahoma City Thunder.

## Statistiche

### NBA

#### Regular season
| Anno      | Squadra            | PG  | PT  | MP   | TC%  | 3P%  | TL%  | RP  | AP  | PRP | SP  | PP   |
| --------- | ------------------ | --- | --- | ---- | ---- | ---- | ---- | --- | --- | --- | --- | ---- |
| 2019-2020 | Oklahoma Thunder   | 61  | 9   | 18,5 | 39,4 | 34,8 | 69,4 | 4,0 | 0,7 | 0,4 | 0,7 | 5,6  |
| 2020-2021 | Oklahoma Thunder   | 55  | 55  | 31,2 | 39,6 | 29,0 | 70,2 | 7,2 | 1,8 | 0,5 | 0,5 | 13,7 |
| 2021-2022 | Oklahoma Thunder   | 69  | 53  | 27,9 | 42,2 | 29,7 | 68,8 | 6,3 | 1,4 | 0,8 | 1,0 | 10,8 |
| 2022-2023 | Oklahoma Thunder   | 36  | 1   | 15,4 | 44,9 | 40,0 | 55,4 | 3,4 | 0,9 | 0,5 | 0,8 | 5,4  |
| 2022-2023 | Phoenix Suns       | 7   | 0   | 8,7  | 48,0 | 25,0 | 40,0 | 2,3 | 0,9 | 0,4 | 0,7 | 4,0  |
| 2023-2024 | Philadelphia 76ers | 3   | 0   | 3,3  | 0,0  | -    | -    | 0,3 | 0,7 | 0,0 | 0,0 | 0,0  |
| 2023-2024 | Utah Jazz          | 6   | 0   | 23,7 | 62,1 | 25,0 | 83,3 | 4,5 | 0,8 | 1,0 | 1,2 | 8,0  |
| Carriera  | Carriera           | 237 | 118 | 23,4 | 41,4 | 30,9 | 67,7 | 5,2 | 1,2 | 0,6 | 0,7 | 8,9  |

#### Play-off
| Anno     | Squadra          | PG | PT | MP   | TC%  | 3P%  | TL%  | RP  | AP  | PRP | SP  | PP  |
| -------- | ---------------- | -- | -- | ---- | ---- | ---- | ---- | --- | --- | --- | --- | --- |
| 2020     | Oklahoma Thunder | 7  | 0  | 18,0 | 41,9 | 50,0 | 90,0 | 6,7 | 0,9 | 0,0 | 0,4 | 6,6 |
| Carriera | Carriera         | 7  | 0  | 18,0 | 41,9 | 50,0 | 90,0 | 6,7 | 0,9 | 0,0 | 0,4 | 6,6 |

#### Massimi in carriera
- Massimo di punti: 29 vs Memphis Grizzlies (13 marzo 2022)[1]
- Massimo di rimbalzi: 16 vs Los Angeles Lakers (8 febbraio 2021)
- Massimo di assist: 6 (2 volte)
- Massimo di palle rubate: 5 vs Washington Wizards (23 aprile 2021)
- Massimo di stoppate: 5 vs Miami Heat (15 novembre 2021)
- Massimo di minuti: 43 vs Los Angeles Lakers (10 febbraio 2021)

### G League
| Anno      | Squadra         | PG | PT | MP   | TC%  | 3P%  | TL%  | RP  | AP  | PRP | SP  | PP   |
| --------- | --------------- | -- | -- | ---- | ---- | ---- | ---- | --- | --- | --- | --- | ---- |
| 2023-2024 | Del. Blue Coats | 28 | 27 | 34,3 | 47,3 | 29,8 | 63,6 | 9,9 | 3,5 | 1,3 | 2,5 | 21,0 |
| 2023-2024 | S.L.C. Stars    | 7  | 7  | 35,5 | 46,5 | 24,0 | 47,8 | 7,4 | 3,1 | 0,7 | 1,3 | 14,3 |
| Carriera  | Carriera        | 35 | 34 | 34,5 | 47,2 | 28,9 | 60,9 | 9,4 | 3,4 | 1,1 | 2,2 | 19,6 |